# Fury (Bobbejaanland)
Pour les articles homonymes, voir Fury.
Fury est un circuit de montagnes russes lancées situé à Bobbejaanland à Lichtaart, dans la Province d'Anvers. Avec 106,6 km/h, elles sont les montagnes russes les plus rapides du Benelux avant d'être détrônées par Kondaa en mai 2021. Du constructeur Gerstlauer, elles sont localisées au sud du parc, près des montagnes russes Typhoon et du Giant Frisbee de Huss Park Attractions Sledge Hammer (nl).

## Historique
Bobbejaanland annonce le 27 février 2018 la future construction de leurs prochaines montagnes russes. L'ouverture est prévue en  2019 sur une section dont la surface couvre deux hectares, dont 3 000 m2 gagnés sur l'extérieur,. En septembre de cette année, les plans de l'attraction sont rendus public et son emplacement est dégagé. Il est précisé que l'attraction est un parcours de montagnes russes à Triple Launch (triple lancement) du constructeur Gerstlauer.
En février 2019, il est annoncé que l'attraction se nommera Fury et qu'elle fera partie d'une nouvelle zone thématique nommée Land of Legends. Il s'agit de l'investissement le plus important de l'histoire de Bobbejaanland,.
Fury ouvre ses portes au public le 24 juin 2019. Une cérémonie d'ouverture pour la presse  a lieu le 22 juin et une ouverture pour les détenteurs d'abonnement a lieu le lendemain.
Les attractions voisines Typhoon et le Giant Frisbee Sledge Hammer (nl) se trouvaient dans une zone sans thème jusqu'en 2018. En 2019, le secteur est converti en Land of Legends, nouvelle zone thématique dans laquelle chaque attraction représente l'un des quatre éléments naturels : Fury est le feu avec le dragon Fogo, Typhoon représente le vent, Sledgehammer est la terre et un nouveau terrain de jeu aquatique est créé pour représenter l'eau, Naiads Waters. La musique de Land of Legends et de Fury est composée par la société allemande IMAscore. La décoration thématique est l'œuvre des sociétés Leisure Expert Group B.V. et Themebuilders Philippines Inc.

« Nous avons trouvé important de restituer les pierres angulaires de Bobbejaanland telles que la nature et l’aventure […] Dans le Land of Legends, les quatre éléments de la nature sont surveillés par le Guardian of Elements. Les forces maléfiques attaquent l'empire, c'est pourquoi le Guardian doit faire appel à nos invités pour l'aider à lutter. »

— Peggy Verelst

## Circuit
Le point culminant de Fury est de 43 mètres et le circuit fait 600 mètres de long, la distance totale parcourue pendant le trajet est de 830 mètres. La vitesse de pointe est de 106,6 kilomètres par heure. Il s'agit alors des montagnes russes les plus rapides du Benelux,.
Fury dispose de deux trains avec trois wagons par train. Les passagers sont disposés à quatre sur une rangée pour un total de douze passagers par train. Le trajet peut être effectué en marche avant ou en marche arrière. Dans la file d'attente, les passagers prenant à gauche avant de rentrer dans la gare font le trajet en marche avant. Ceux prenant à droite votent grâce aux boutons sur leur harnais pour choisir le sens que prendra le véhicule.
Après être sorti de la gare, le train monte sur une plate-forme rotative de départ. Selon le sens du trajet, la plate-forme pivote de 90 degrés vers la gauche ou vers la droite.

### Marche avant
Dans l'hypothèse où le train va vers l'avant, celui-ci subit une première propulsion vers l'avant et s'arrête approximativement au milieu de la première pente. Avec la pesanteur, il fait ensuite marche arrière et subit une deuxième propulsion en marche arrière vers une section de voie sans issue, l'extrémité du circuit située en hauteur et nommée Jr. Scorpion Tail. Fury est la première attraction à proposer cette figure.
Ensuite, il redescend la pente et subit une troisième propulsion, vers l'avant. Il a suffisamment d'élan pour passer le Top hat. Le parcours se poursuit avec deux tire-bouchons. Le train gravit l'autre extrémité du parcours, également nommée Jr. Scorpion Tail, avant de redescendre vers la deuxième plate-forme rotative. Celle-ci tourne à 90 degrés et le train rentre en gare.

### Marche arrière
Dans l'hypothèse où le train va vers l'arrière, celui-ci subit une première propulsion vers l'arrière et s'arrête approximativement au milieu de la première pente. Avec la pesanteur, il fait ensuite marche avant et subit une deuxième propulsion en marche avant vers l'extrémité du circuit située en hauteur. Ensuite, il redescend la pente et subit une troisième propulsion, vers l'arrière. Le parcours se poursuit avec le Top hat, les deux tire-bouchons et l'autre extrémité du parcours. Le train atteint la deuxième plate-forme rotative qui tourne à 90 degrés et le train rentre en gare.